# Rafaela Zanellato
Rafaela De Conti Zanellato (Curitiba, 25 de novembro de 1999) é uma jogadora de rugby brasileira.

## Biografia e carreira
Zanellato disputou a Copa do Mundo de Rugby Sevens de 2018. Ela competiu no torneio feminino nos Jogos Olímpicos de Verão de 2020, realizados em Tóquio, no Japão. Nos Jogos Pan-Americanos de 2023, realizados em Santiago, no Chile, foi medalhista de bronze junto à Seleção Brasileira.

## Principais conquistas
Jogos Pan-Americanos
- Bronze – equipe feminina (Santiago 2023)